# Juanjo Uría
Juan José Uría Baztarrika (Rentería, 1956) es un exjugador de balonmano español. Consiguió un total de 7 títulos de Liga y 9 Copas de España y 4 Recopas Europeas.
Comenzó su carrera profesional en el Atlético de Madrid donde había estado en juveniles, donde consiguió un campeonato de España junto a Cecilio Alonso y Juan de la Puente entre otros. En 1977 ficha por el Calpisa por dos temporadas cobrando 750 000 pesetas por cada una de ellas. En 1979 vuelve al equipo rojiblanco. En 1982 ficha por el FC Barcelona. Más tarde pasó Balonmano Valladolid.
Del Valladolid pasó al Bidasoa en 26 de agosto de 1991, equipo que deja en 1992.
Con la selección alcanzó un total de 198 partidos donde anotó 472 goles.